# Syracuse (Utah)
Pour les articles homonymes, voir Syracuse (homonymie).
Syracuse est une municipalité américaine située dans le comté de Davis en Utah. Lors du recensement de 2010, sa population est de 24 331 habitants.

## Géographie
Syracuse est reliée par la route au parc d'État d'Antelope Island depuis 1969.
La municipalité s'étend sur 9,58 milles carrés (24,81 km2).

## Histoire
La localité est fondée en 1878. Elle doit son nom à une station balnéaire sur les rives du Grand Lac Salé (Syracuse Bathing Resort), dont le nom rappelait la ville productrice de sel de Syracuse dans l'État de New York. Elle devient une municipalité le 3 septembre 1935. 

## Démographie
La population de Syracuse est estimée à 29 507 habitants au 1er juillet 2017. Cette population est particulièrement jeune, au recensement de 2010 Syracuse comptait 42 % des moins de 18 ans (contre 31,5 % en Utah et 24 % aux États-Unis) et 11,8 % de moins de 5 ans (contre 9,5 % et 6,5 %).
| Groupe          | Syracuse (2016) | Utah (2017) | États-Unis (2017) |
| --------------- | --------------- | ----------- | ----------------- |
| Blancs          | 92,3            | 90,9        | 76,6              |
| Métis           | 3,6             | 2,5         | 2,7               |
| Afro-Américains | 1,7             | 1,4         | 13,4              |
| Asiatiques      | 1,0             | 2,6         | 5,8               |
| Amérindiens     | 0,1             | 1,5         | 1,3               |
|                 |                 |             |                   |
| Hispaniques     | 5,9             | 7,0         | 18,1              |

Le revenu par habitant était en moyenne de 26 867 dollars par an entre 2012 et 2016, supérieur à la moyenne de l'Utah (25 600 dollars) mais inférieur à la moyenne nationale (29 829 dollars), malgré un revenu médian par foyer plus élevé (88 284 dollars à Syracuse contre 55 322 dollars aux États-Unis). Sur cette même période, 4,2 % des habitants de Syracuse vivaient sous le seuil de pauvreté (contre 10,2 % dans l'État et 12,7 % à l'échelle du pays).